# Oblężenie Bezabde
Oblężenie Bezabde – oblężenie, które miało miejsce w roku 360 w trakcie wojen rzymsko-perskich. Po przekroczeniu granicy w roku 360 przez Szapura II, Sasanidzi zdobyli Sinagrę a następnie oblegli dobrze bronioną twierdzę Bezabde, którą zdobyto ostatecznie z rąk Rzymian. Dopiero odparcie ataku perskiego na twierdzę Wirta zatrzymało pochód Szapura. W tym samym roku cesarz Konstancjusz II zebrał wojsko w Edessie i wyruszył przez zniszczoną Amidę w kierunku Bezabde, które zamierzał odbić z rąk Persów. Po nieudanych rokowaniach, Rzymianie przystąpili do oblężenia, przeprowadzając ciężkie ataki na twierdzę i wykorzystując machiny oblężnicze. Wszystkie te próby zakończyły się niepowodzeniem a rozczarowany cesarz zdecydował się zawrócić do Antiochii.